# Skwalen
Skwalen – węglowodór wielonienasycony, triterpen (składa się z sześciu jednostek izoprenowych – każda po pięć atomów węgla, wszystkie w konfiguracji E); jest zaliczany do lipidów (nie jest jednak tłuszczem). Jest składnikiem płaszcza lipidowego ludzkiej skóry oraz tłuszczu wątroby rekina. Jest metabolicznym prekursorem cholesterolu i innych steroli. Jest jednym z głównych składników woskowiny usznej i łoju skórnego.

## Właściwości

### Właściwości fizyczne i chemiczne
Cząsteczki skwalenu w kryształach otrzymanych przez krystalizację z układu metanol-eter dietylowy mają budowę liniową. Ponieważ oksydatywna cyklizacja skwalenu w rozpuszczalnikach polarnych zachodzi regioselektywnie z powstaniem lanosterolu, wysunięto hipotezę, że w warunkach reakcji przybiera on formę skłębioną, co umożliwia skoordynowane powstanie 4 pierścieni:

### Właściwości medyczne
Opisano szereg właściwości prozdrowotnych skwalenu. Ma on działanie chemoprewencyjne, przeciwbakteryjne, przeciwgrzybiczne. Stwierdzono, iż może mieć istotny wpływ na przeciwdziałanie chorobie niedokrwiennej serca i opóźnienie procesów starzenia. Skwalen ma również zdolność do wiązania wolnych rodników tlenu, przez co m.in. przeciwdziała zaburzeniom pracy mitochondriów w wątrobie.